# Saison 1971-1972 du Bayern Munich
Chronologie
Saison précédente Saison suivante
La saison 1971-1972 est la 7e saison du Bayern Munich consécutive en Bundesliga.

## Transferts

### Transferts estivaux
| Nom      | Nationalité | Poste | Transfert | Provenance/Destination | Division |
| -------- | ----------- | ----- | --------- | ---------------------- | -------- |
| Arrivées |             |       |           |                        |          |
| Départs  |             |       |           |                        |          |

### Transferts hivernaux
| Nom      | Nationalité | Poste | Transfert | Provenance/Destination | Division |
| -------- | ----------- | ----- | --------- | ---------------------- | -------- |
| Arrivées |             |       |           |                        |          |
| Départs  |             |       |           |                        |          |

## Compétitions
| Bundesliga         | Coupe d'Allemagne                              | Coupe des coupes                                |
| ------------------ | ---------------------------------------------- | ----------------------------------------------- |
| Champion 55 points | Quarts de finale face au FC Cologne (3-0, 5-1) | Demi-finales face au Glasgow Rangers (1-1, 2-0) |
| 24V 7N 3D          | 3V 1N 2D                                       | 3V 4N 1D                                        |
| TOTAL: 30V 12N 6D  |                                                |                                                 |

### Championnat

#### Journées 1 à 5
Le Bayern entame sa saison contre Düsseldorf, après une première mi-temps partagée, les Bavarois prennent le dessus et s'imposent sur les joueurs du Fortuna sur un score de 3 buts à 1. Les Munichois enchainent ensuite face au Hertha Berlin, mené à la pause, le Bayern ne parviendra pas à faire mieux qu'un match nul contre les joueurs de la capitale. La semaine suivante, contre Brunswick, après une entame compliquée due à un but encaissé à la 10e minute, ils réagissent rapidement et à un quart d'heure de la fin de la rencontre ils enchainent trois buts quasiment coup sur coup et l'emportent. Pour le déplacement suivant, le Bayern rencontre le Rot-Weiss Oberhausen, longtemps mené, il finit par égaliser, il est cependant trop tard pour l'emporter. De retour à domicile contre le rival, les Bavarois l'emportent sur le score de 2-0, sans faire spécialement un gros match. Lors des 5 premier matchs le Bayern est visiblement meilleur à domicile qu'à l'extérieur puisqu'aucun déplacement n'aura été fructueux.

#### Journées 16 et 17
Pour la 16e journée de Bundesliga, le Bayern reçoit Dortmund, pour qui la saison est très compliqué, les Bavarois mènent par 4 buts à la pause et au retour le Bayern enfonce encore un peu plus Dortmund et enchaine les buts, 7 buts seront ajoutés à l'addition. Mais lors du match suivant, c'est un tout autre résultat, les Bavarois s'inclinent contre Schalke, sur le plus petit score possible. Le Bayern termine la première partie de saison à la 2e place du championnat.

#### Journées 23 à 27
Lors de la 25e journée, le Bayern reçoit Bochum dans un stade bien rempli, les Bavarois dominent et malgré un but des visiteurs juste avant la pause, le Bayern surclasse son adversaire et s'impose largement.

#### Journées 33 et 34
Pour la 33e journée, le Bayern affronte le Borussia Dortmund, un match plutôt calme puisque les Bavarois inscriront le seul but du match à la 4e minute, malgré quelques tentatives de Dortmund, la défense du Bayern ne tombera pas.

Lors de la dernière journée, le Bayern joue la première fois à l'Olympiastadion München et remporte le titre, en infligeant une claque à Schalke 04, le troisième de son histoire.

#### Évolution du classement et des résultats
| Journée  | 1  | 2  | 3  | 4  | 5  | 6  | 7  | 8  | 9  | 10 | 11 | 12  | 13  | 14  | 15 | 16 | 17 | 18 | 19 | 20 | 21 | 22 | 23 | 24 | 25 | 26  | 27  | 28  | 29  | 30  | 31  | 32  | 33  | 34  | Journées en tête |
| -------- | -- | -- | -- | -- | -- | -- | -- | -- | -- | -- | -- | --- | --- | --- | -- | -- | -- | -- | -- | -- | -- | -- | -- | -- | -- | --- | --- | --- | --- | --- | --- | --- | --- | --- | ---------------- |
| Résultat | V  | N  | V  | N  | V  | V  | N  | V  | N  | V  | V  | V   | V   | N   | D  | V  | D  | V  | V  | N  | V  | N  | V  | V  | V  | V   | V   | V   | D   | V   | V   | V   | V   | V   | —                |
| Rang     | 4e | 5e | 2e | 2e | 2e | 2e | 2e | 2e | 2e | 2e | 2e | 1er | 1er | 1er | 2e | 2e | 2e | 2e | 2e | 2e | 2e | 2e | 2e | 2e | 2e | 1er | 1er | 1er | 1er | 1er | 1er | 1er | 1er | 1er | 12               |

## Joueurs et encadrement technique

### Effectif professionnel
En grisé, les sélections de joueurs internationaux chez les jeunes mais n'ayant jamais été appelés aux échelons supérieur une fois l'âge limite dépassé.

## Statistiques

### Statistiques collectives
| Compétition       | Débute au tour | Termine          | Matches joués | Gagnés | Nuls | Perdus | Buts pour | Buts contre | Différence |
| ----------------- | -------------- | ---------------- | ------------- | ------ | ---- | ------ | --------- | ----------- | ---------- |
| Bundesliga        | -              | Champions        | 34            | 24     | 7    | 3      | 101       | 38          | +63        |
| Coupe d'Allemagne | 1er Tour       | Quarts de finale | 6             | 3      | 1    | 2      | 14        | 8           | +6         |
| Coupe des coupes  | 1er Tour       | Demi-finales     | 8             | 3      | 4    | 1      | 12        | 6           | +6         |
| Total             | -              | -                | 48            | 30     | 12   | 6      | 127       | 52          | +75        |

### Statistiques individuelles
(Mis à jour le )
| Numéro | Nat. | Nom | Championnat | Championnat | Championnat    | Championnat | Championnat  | Ligue Europa | Ligue Europa | Ligue Europa   | Ligue Europa | Ligue Europa | Coupe d'Allemagne | Coupe d'Allemagne | Coupe d'Allemagne | Coupe d'Allemagne | Coupe d'Allemagne | Total | Total       | Total          | Total  | Total        |
| Numéro | Nat. | Nom | M.j.        | But inscrit | Passe décisive | Averti      | Carton rouge | M.j.         | But inscrit  | Passe décisive | Averti       | Carton rouge | M.j.              | But inscrit       | Passe décisive    | Averti            | Carton rouge      | M.j.  | But inscrit | Passe décisive | Averti | Carton rouge |
| ------ | ---- | --- | ----------- | ----------- | -------------- | ----------- | ------------ | ------------ | ------------ | -------------- | ------------ | ------------ | ----------------- | ----------------- | ----------------- | ----------------- | ----------------- | ----- | ----------- | -------------- | ------ | ------------ |
|        |      |     | 0           | 0           | 0              | 0           | 0            | 0            | 0            | 0              | 0            | 0            | 0                 | 0                 | 0                 | 0                 | 0                 | 0     | 0           | 0              | 0      | 0            |